# کلرید ایتریم (III)
کلرید ایتریم(III) (به انگلیسی: Yttrium(III) chloride) با فرمول شیمیایی YCl۳ یک ترکیب شیمیایی است. که جرم مولی آن ۱۹۵٫۲۶ g/mol می‌باشد. شکل ظاهری این ترکیب، پودر سفید است.